# Attentat de l'église Saint-Pierre-et-Saint-Paul du Caire
L'attentat de l'église Saint-Pierre-et-Saint-Paul est un attentat islamiste qui a eu lieu le 11 décembre 2016 au Caire, en Égypte. Parmi les fidèles participant à la messe dominicale, 27 personnes sont tuées, et 49 sont blessées. Trois jours de deuil national ont été décrétés. Revendiqué par l'État islamique, c'est l'attentat le plus meurtrier contre les coptes depuis l'attentat d'Alexandrie en 2011.

## Contexte
L'attaque a lieu dans un contexte de défiance de la communauté copte, la plus grande minorité religieuse du pays (environ 10 % de la population), envers le pouvoir du maréchal Abdel Fattah al-Sissi. En 2013, les Coptes soutiennent majoritairement le renversement du président islamiste Mohamed Morsi par l'armée et l'arrivée au pouvoir du maréchal qui semble leur promettre plus de sécurité. Ce soutien leur vaut cependant les représailles de partisans du président déchu et, entre 2013 et 2016, près de 42 églises sont attaquées (dont 37 incendiées), des centaines de commerces et de propriétés appartenant aux chrétiens, sont saccagés. L'incapacité du pouvoir à lutter efficacement contre ces exactions provoque la rancœur des Coptes qui ont le sentiment que leurs auteurs bénéficient d'impunité. Plus de 5 ans après l'attentat d'Alexandrie qui avait fait 21 morts à la sortie d'une église le 1er janvier 2011, toujours aucune inculpation n'a eu lieu.

## Déroulement des faits

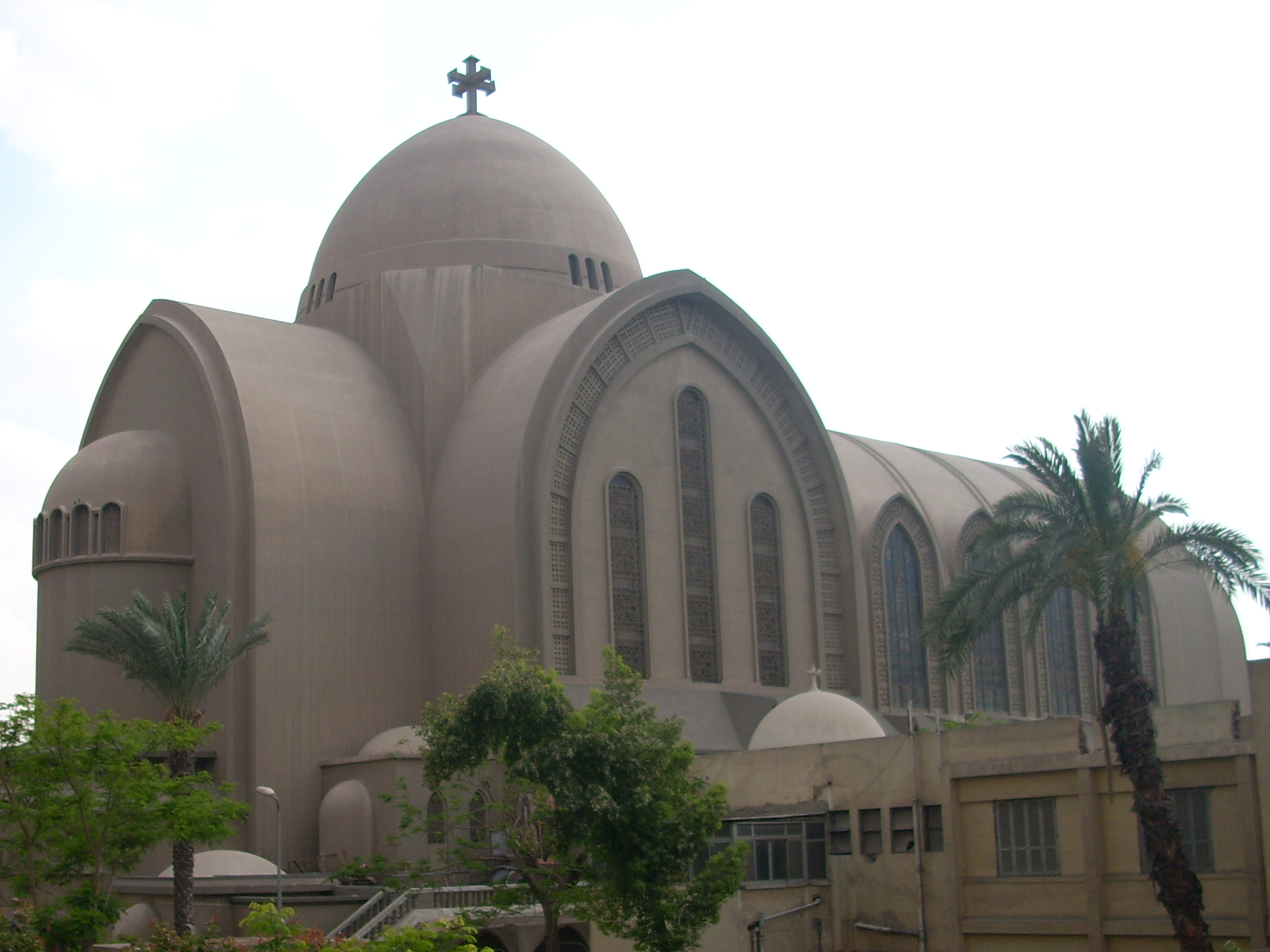
La cathédrale Saint-Marc à proximité immédiate.

L'église copte Saint-Pierre-et-Saint-Paul est contiguë à la cathédrale Saint-Marc, le siège primatial de l'Église copte orthodoxe. La cathédrale étant en rénovation, c'est l'église qui accueille le culte.
Vers 10 h 0, heure locale, un terroriste équipé d'une ceinture explosive constituée de TNT se fait exploser pendant la messe du dimanche matin. L'explosion a lieu près d'un des piliers du côté droit de l'église, dans la partie réservée aux femmes et aux enfants, qui est ravagée. Les vitraux de l'église volent en éclats. La violence de l'explosion est importante et est entendue dans tout le quartier.

## Bilan
L'attentat fait 25 morts et 49 blessés. La plupart des victimes sont des femmes et des enfants, qui traditionnellement s'assoient du côté droit de l'église,. Dans les semaines qui suivent, deux blessés décèdent à leur tour, portant le bilan à 27 morts.

## Enquête

### Profil de l'auteur
Le nom de l'auteur de l'attaque est annoncé dès le lendemain, pendant les obsèques des victimes, par le président Sissi,. Il s'agit de Mahmoud Chafiq Mohamed Mostafa, un jeune Égyptien de 22 ans originaire de Fayoum (une ville moyenne à une centaine de kilomètres du Caire), dont la police égyptienne est parvenue à identifier l'ADN à partir de ses restes dispersés dans l'église. Au moment de l'attentat il était recherché par les autorités égyptiennes pour son implication supposée dans la mouvance islamiste — sous le nom de guerre Abou Dadjjana al-Kanani — et notamment pour des liens avec les Frères musulmans, ennemis du régime. Il est arrêté une première fois en 2014 pour avoir participé à des convois des Frères musulmans dont il assurait la protection. C'est la même année qu'il perd son père. Son avocat et sa mère dénoncent des traitements inhumains dont il aurait été victime en prison (torture, attouchements sexuels) et qui l'auraient profondément traumatisé. À sa sortie il se rend au Soudan.

### Revendication
Le pouvoir accuse rapidement les Frères musulmans établis au Qatar d'être derrière l'attaque, dans le but de déstabiliser l'Égypte. 
Néanmoins, le 13 décembre, soit deux jours après les faits, l'État islamique revendique l'acte, désignant l'auteur sous le nom de guerre « Abou Abdallah al-Masri ».

### Arrestations
Quatre personnes soupçonnées d'implication sont arrêtées dès le lendemain : Mohamed Abdel Hameed Abdel Ghani, qui aurait préparé les explosifs et hébergé le kamikaze, ainsi que Mohsen Mostafa el-Sayed Qassem, Mohamed Hamdi Abdel Ghani et son épouse, Ola Hussein Mohamed Ali.
Le 4 janvier, l'Égypte annonce les arrestations de quatre nouveaux suspects dont celle de Karam Ahmed Abdel-Aal Ibrahim, considéré comme un des cerveaux de l'opération.

### Condamnations
Le 11 octobre 2018, dix-sept personnes ont été condamnées à mort  et dix-neuf autres personnes ont écopé de condamnations à la prison à vie par un tribunal militaire égyptien pour leur rôle dans les attentats contre trois églises coptes et un poste de contrôle de la police en 2016 et 2017 rapporte l'agence de presse égyptienne Mena.

## Conséquences

### Appels à l'unité et polémique
À l'annonce de la nouvelle de l'attaque, le pape copte Théodore II (ou Tawadros II) interrompt immédiatement sa visite en Grèce pour rentrer au Caire. Il rappelle le besoin d'unité de tous les Égyptiens. Dès le lendemain, il dirige les obsèques des victimes. 
Le cheikh Ahmed el-Tayeb, qui dirige l'université al-Azhar, la plus haute institution sunnite du pays, dénonce également l'attaque. Le cheikh appelle « musulmans et chrétiens à lutter contre l’extrémisme religieux », des propos qui choquent une partie des Coptes qui rappellent que la puissante institution a toujours refusé d'excommunier l'État islamique. Quelques jours après l'attentat, l'université émet une fatwa autorisant l'amitié entre chrétiens et musulmans, une décision qui attire les sarcasmes sur les réseaux sociaux. Al-Azhar a la réputation d'être favorable au wahhabisme saoudien et d'en propager l'islam radical depuis les années 1970.
Par solidarité, la plupart des paroisses coptes catholiques annulent leurs festivités de Noël (spectacles, distributions de cadeaux et réveillons) du 25 décembre.

### Conséquences politiques
Le président Abdel Fattah al-Sissi annonce trois jours de deuil national.
Plusieurs centaines de manifestants se réunissent sur les lieux le jour même, pour dénoncer le manque de protection de leur communauté par le régime dans un contexte de montée de l'islamisme. Ils demandent également la démission du ministre de l'Intérieur, Magdy Abdel Ghaffar. Quelques échauffourées ont lieu avec la police anti-émeutes alors que des protestataires tentent d'entrer dans la cathédrale.  
Le pouvoir a besoin de montrer sa détermination face à la mouvance djihadiste et le 15 décembre, le prisonnier Adel Habara est pendu dans une prison du Caire, malgré les menaces de l'État islamique. Il avait été condamné à mort en 2014 pour une embuscade contre des policiers égyptiens dans le Sinaï en 2013, au cours duquel 25 avaient été tués.
Des portiques de détection des métaux sont installés à l'entrée des églises, et la fouille des sacs est rendue obligatoire.